# Javablattvogel
|  | Dieser Artikel wurde aufgrund von formalen oder inhaltlichen Mängeln in der Qualitätssicherung Biologie im Abschnitt „Vögel“ zur Verbesserung eingetragen. Dies geschieht, um die Qualität der Biologie-Artikel auf ein akzeptables Niveau zu bringen. Bitte hilf mit, diesen Artikel zu verbessern! Artikel, die nicht signifikant verbessert werden, können gegebenenfalls gelöscht werden. Lies dazu auch die näheren Informationen in den Mindestanforderungen an Biologie-Artikel. Begründung: unbelegt & sehr knapp |

Der Javablattvogel (Chloropsis cochinchinensis) ist eine Vogelart aus der Familie der Blattvögel (Chloropseidae). Er kommt auf der indonesischen Insel Java vor und besiedelt dort Wälder und Sekundärwälder.

## Merkmale
Der Vogel erreicht eine Körperlänge bis zu 18 Zentimeter. Die Grundfärbung des Körpergefieders ist gelb-grün. Die Flügeloberdecken sind blaugrün. Weibchen sind etwas matter gefärbt als Männchen und haben keine schwarze Gesichtsmaske. Der Schnabel ist spitz und schwarz. Der Gesang ist flötend und wird von beiden Geschlechtern vorgetragen.
Javablattvögel sind Freibrüter. Sie bauen ein Napfnest im dichten Gebüsch, das mit weichen Gräsern und feinen Wurzeln ausgepolstert wird. Das Weibchen legt zwei bis drei Eier, die 13 bis 14 Tage lang bebrütet werden.

## Systematik

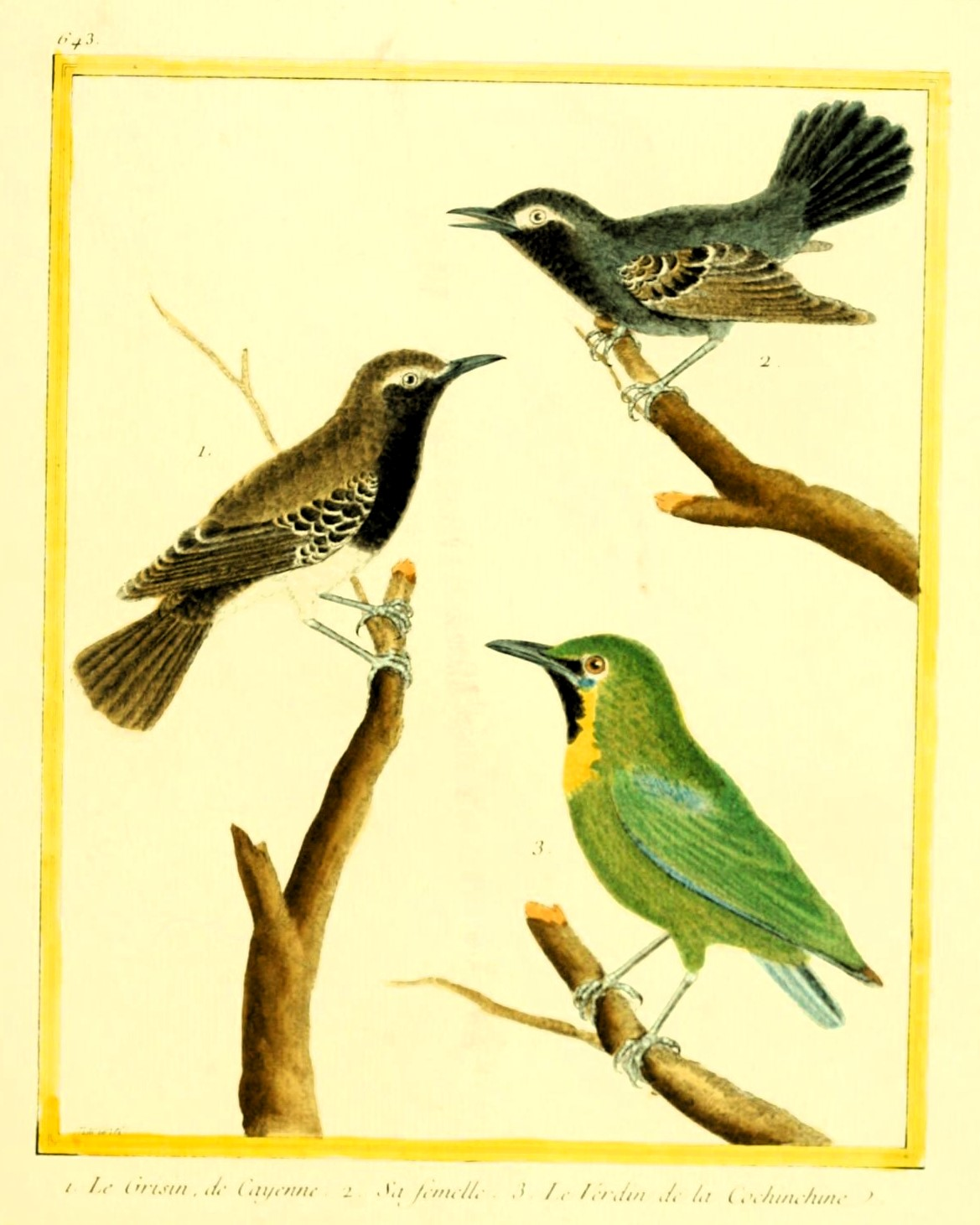
Braunrücken-Ameisenfänger (Männchen und Weibchen) & Javablattvogel illustriert von François-Nicolas Martinet (1731–1800) für Buffon

Der Javablattvogel wurde 1789 vom deutschen Naturforscher Johann Friedrich Gmelin in seiner überarbeiteten und erweiterten Ausgabe von Carl von Linnés Systema Naturae offiziell beschrieben. Er stellte sie zusammen mit den Drosseln in die Gattung Turdus und wählte den Artnamen cochinchinensis. Gmelin stützte seinen Bericht auf „Le verdin de la Cochinchine“, das 1775 vom französischen Universalgelehrten Georges-Louis Leclerc de Buffon, in seinem mehrbändigen Werk Histoire Naturelle des Oiseaux beschrieben worden war. Cochinchina ist ein historischer Name für Vietnam. Der Javablattvogel ist heute einer von 12 Blattvögeln der Gattung Chloropsis, die 1827 von William Jardine und Prideaux Selby eingeführt wurde.
Früher wurde der Blauflügel-Blattvogel (Chloropsis moluccensis) als Unterart des Javablattvogels angesehen. Phylogenetische Untersuchungen führten aber schließlich zur Abspaltung in eine eigene Art.

## Gefährdung
Die Art ist vor allem aufgrund der übermäßigen Ausbeutung für den Handel mit asiatischen Singvögeln gefährdet. Früher waren Blattvögel als Käfigvögel nicht besonders beliebt, was sich in den letzten Jahren geändert hat. Da es sich bei dem Javablattvogel um eine hauptsächlich im Flachland lebende Art handelt, besteht für ihn ein hohes Risiko einer starken Übernutzung, da sein gesamtes Verbreitungsgebiet für Fallensteller zugänglich ist. Es gibt Berichte über den Verlust von C. cochinchinensis aus zuvor besiedelten Standorten, während der Lebensraum unverändert bleibt, was auf die Risiken hinweist, die der Fang für die Art mit sich bringt. Die IUCN listet den Javablattvogel als „stark gefährdet“ (endangered).